# Чепурний провулок
Чепурни́й провулок — зниклий провулок, що існував у Подільському районі міста Києва, місцевість Пріорка. Пролягав від Квітневої до Заливної вулиці.

## Історія
Провулок виник в 1-й половині ХХ століття (до початку 1940-х років), під назвою 73-я Нова вулиця. Назву Чепурний провулок отримав у 1944 році. Ліквідований у зв'язку зі зміною забудови на початку 1980-х років.